# 불꽃의 오버드라이브
〈불꽃의 오버드라이브〉(炎のオーバードライブ)는 와다 코지의 악곡이다. 와다의 3번째 싱글로 2000년 5월 24일에 NEC 애비뉴에서 발매되었다.

## 개요
2000년 5월 24일에 발표하였다. 발매원은 NEC 인터채널 (현 인터채널), 판매원은 킹레코드 (NEDA-10014)이다. 와다가 부른 애니 송 싱글로는 유일하게 《디지몬 시리즈》 이외의 작품에서 주제가로 기용되었으나 TV 판과 싱글 버전에서는 약간의 차이가 있고, 파이어 옵티머스 역을 맡았던 하시모토 사토시의 "변환"이라는 가사 부분만 없이 코러스되었으며, 마지막 샤우트 부분도 다르다. (TV 판에 비해 크게 낮다)
인트로 부분이 버라이어티 프로그램 《어느쪽의 요리쇼》의 BGM으로 사용하였다. 와다 자신이 작사·작곡 한 〈너의 빛 미래 (꿈)〉이 처음으로 커플 링 곡으로 수록되었다.

## 수록곡
1. 불꽃의 오버드라이브
작사: 고토 후유키, 작곡 · 편곡: 와타나베 체루
2. 너의 빛 미래 (꿈)
작사·작곡: 와다 고지, 편곡: 와타나베 체루
3. 불꽃의 오버드라이브 (Original karaoke)
4. 너의 빛 미래 (꿈) (Original karaoke)

## 수록 앨범
- all of my mind (#2)
- The Best Selection~Welcome Back! (#1)